# Fréville (Vosges)
Fréville é uma comuna francesa na região administrativa do Grande Leste, no departamento de Vosges. Estende-se por uma área de 6.36 km². Em 2010 a comuna tinha 142 habitantes (densidade: 22,3 hab./km²).